# Biblioteca regional Joaquín Leguina
La Biblioteca Regional Joaquín Leguina se encuentra situada en la antigua fábrica de cerveza "El Águila", en el distrito de Arganzuela de Madrid (España).

## Historia
Se abrió el 10 de diciembre de 2002, dándose el nombre de Joaquín Leguina, primer presidente de la comunidad autónoma madrileña tras la Transición.

## Marco legal
La Biblioteca Regional de Madrid se crea mediante la Ley 10/1989, de 5 de octubre, de Bibliotecas con el fin de ser el primer centro bibliográfico de la región. Sus funciones son conservar y difundir el patrimonio bibliográfico madrileño y su objetivo es poner al alcance de todos los ciudadanos la información más completa, actual y retrospectiva sobre Madrid y su Comunidad. La Biblioteca Regional está a la disposición de todos los ciudadanos e instituciones madrileñas así como a las instituciones especializadas en la materia bibliotecas y centros de documentación.

## Funciones
Sus funciones son las siguientes:
- ser el primer centro bibliográfico de la Comunidad, con la misión de reunir, conservar y difundir el patrimonio bibliográfico de Madrid incluida toda la producción, impresa o producida por cualquier procedimiento o en cualquier soporte, de Madrid y sobre la Comunidad;
- ser la receptora con carácter obligatorio, de uno de los ejemplares de las publicaciones procedentes de Depósito Legal de esta Comunidad;
- elaborar y difundir la información bibliográfica sobre la producción editorial de Madrid;
- mantener la cooperación con los servicios bibliotecarios de distintos ámbitos;
- ejercer una función de asesoramiento a las demás bibliotecas del sistema cuando les sea requerido por el Consejo de Bibliotecas de la Comunidad de Madrid, sobre todo para la diseminación de registros bibliográficos normalizados que permitan una utilización asequible a los usuarios en todas las bibliotecas;
- elaborar y ser depositaria del Catálogo Colectivo de la Comunidad de Madrid.
- realizar la información de todos los servicios bibliotecarios, de forma que, mediante la creación de bases de datos se pueda establecer el intercambio de información con otras redes de bibliotecas.
- promover la investigación y el desarrollo cultural relacionados con el patrimonio bibliográfico de la región madrileña;
- facilitar fondos conservados y adquiridos por cualquier procedimiento, ya sea compra, canje, donación o a través de Depósito Legal.

## Colecciones
Las colecciones del centro son la Colección Madrileña, Depósito Legal, Biblioteconomía, Referencia, Eurobiblioteca, Material cartográfico, Publicaciones periódicas y Mediateca.
- Colección Madrileña. Está formada por unos 80 000 documentos que abarcan desde el siglo XVII hasta la actualidad. Asimismo se incorpora la producción de autores madrileños y publicaciones que se generan en la Comunidad Autónoma de Madrid. Las obras ingresan en la biblioteca por medio de adquisiciones, Depósito Legal, donaciones y compra en el caso de las obras de fondo antiguo.

- Colección de Depósito Legal. En el punto 2 del artículo 18 de la Ley de Bibliotecas, se señala que la Biblioteca Regional será receptora con carácter obligatorio de uno de los ejemplares de todas las obras editadas o producidas en Madrid y se ingresarán en la Oficina de Depósito Legal. Estos fondos comienzan a ingresar en la Biblioteca a partir de marzo de 1989. La Colección de Depósito Legal se incrementa anualmente con un volumen de 50.000 documentos, en los que se incluyen monografías, folletos, mapas, partituras, postales, carteles, vídeos, discos, CD-ROM, Blu-Ray , etc.

- Colección de Biblioteconomía. Reúne la bibliografía más importante en los campos de la biblioteconomía y documentación española e internacional.

- Colección de Referencia.  Formada por bibliografías, enciclopedias, diccionarios, repertorios legislativos, etc. y una colección de obras informativas sobre las comunidades autónomas. La información está disponible en varios soportes, papel, CD-Rom y en línea.

- Eurobiblioteca. Integrada por más de 400 obras de temática europea, folletos, mapas, publicaciones periódicas, material divulgativo, y se cuenta con el acceso a bases de datos de legislación y jurisprudencia comunitarias.

- Colección Material cartográfico. Colección formada por mapas actuales que ingresan por Depósito Legal y por mapas de carácter histórico. El fondo histórico comprende obras desde el siglo XVII al siglo XIX.

- Colección Publicaciones periódicas. La Hemeroteca cuenta con más de 4000 títulos, de los que más de la mitad corresponden a publicaciones en curso. Se reciben, además de la prensa diaria las publicaciones que tienen que ver con Madrid y la Comunidad autónoma. Hoy día parte del material de la hemeroteca se puede consultar en línea gracias a las bases de datos y suscripciones a las que está inscrito el centro, también por medio de la Guía de publicaciones periódicas digitalizadas elaborada por la sección. También cuenta con un interesante fondo histórico.

- Colección de Mediateca. La colección de materiales audiovisuales y sonoros está formada por vídeos, música impresa, CD, DVD, Blu-ray, etc. procedentes de los fondos ingresados por Depósito Legal. En la actualidad, la Biblioteca centra sus esfuerzos en el incremento y la difusión de la colección de audiovisuales y registros sonoros especializados en temática madrileña.

## Catálogos
El acesso a la información y a los documentos se realiza por los siguientes medios:
1. Catálogo de la Biblioteca Regional de Madrid Joaquín Leguina
2. Catálogo Colectivo de Patrimonio Bibliográfico de la Comunidad de Madrid

## Biblioteca Digital de la Comunidad de Madrid
La Biblioteca Regional participa activamente en el Proyecto de la Biblioteca Digital de la Comunidad de Madrid (BDCM) con el fin de preservar y difundir el acervo cultural. La BDCM contiene manuscritos, libros impresos, publicaciones periódicas y cartografía histórica de entre los siglos XVI al XX, en su gran mayoría de interés madrileño por su temática, origen y publicación o por sus autores. Así, destacan los ejemplares de libros de viajes, testimonio de los viajeros que recorrieron España entre los siglos XVII y XIX; clásicos y ediciones cervantinas en distintas lenguas; mapas y planos, tanto de Madrid y sus municipios, como de la Península; publicaciones periódicas ilustradas; impresos y manuscritos que reflejan la historia de nuestras instituciones y la vida cultural de la corte a lo largo de los siglos, etc.

### Estándares
La BDCM ha adoptado estándares normalizados, esquemas de metadatos y el protocolo OAI-PMH que permite la difusión y visibilidad a través de la red y permite participar en proyectos nacionales e internacionales como la Biblioteca Digital Europea. Las líneas de actuación futuras serán el incremento de las colecciones digitales accesibles, la cooperación con otras instituciones depositarias así como con editores y poseedores de derechos y la preservación los contenidos digitales.